# Rubus graecensis
Rubus graecensis — вид квіткових рослин з родини трояндових (Rosaceae). Ареал: Австрія, Чехія, Польща, Словенія.
У Польщі знайдений лише в Сілезії на південь від Ниси.